# Głupota

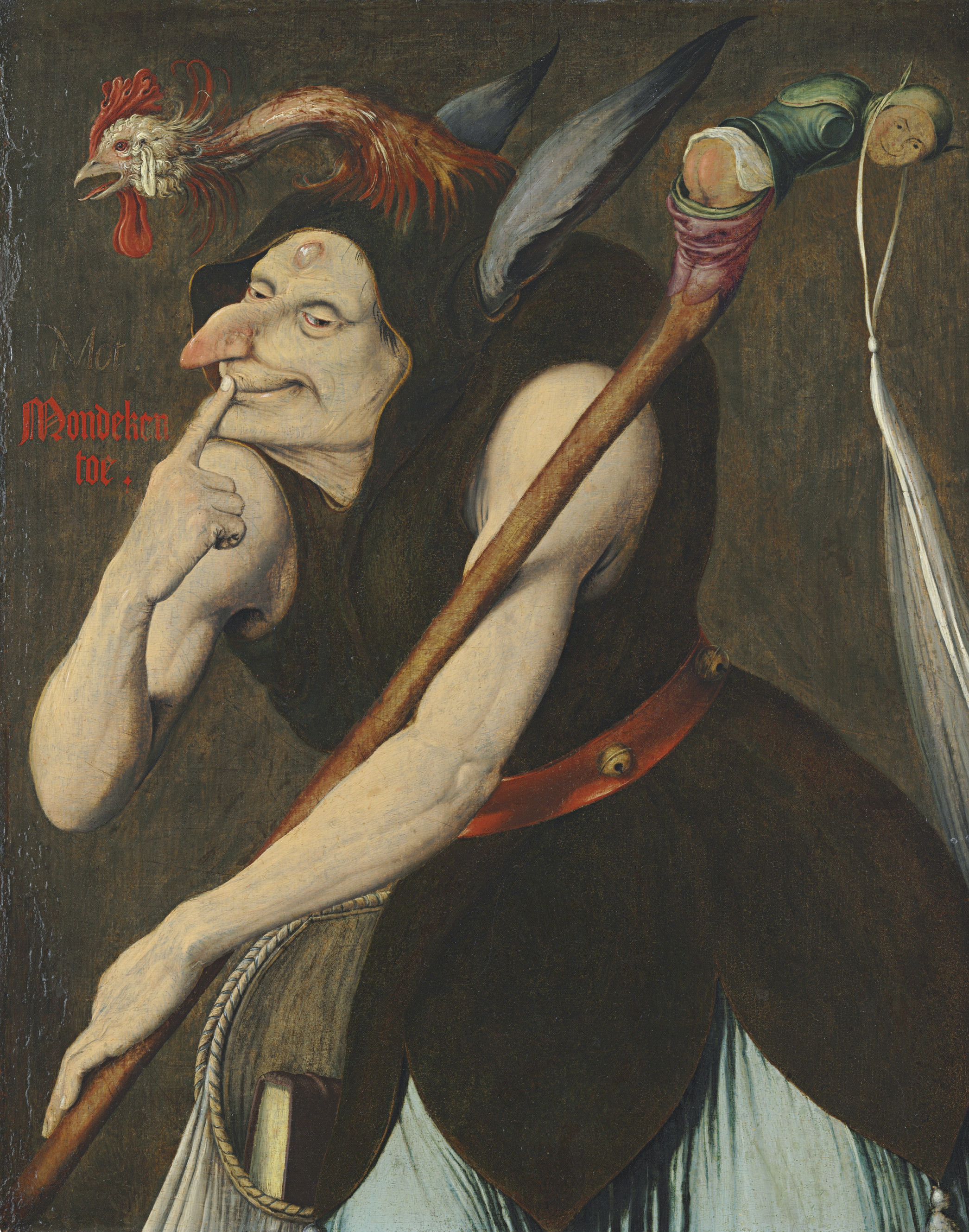
"Alegoria głupoty" - obraz Quentina Massysa, początek XVI w.

Głupota – niedostatek rozumu przejawiający się brakiem bystrości, nieumiejętnością rozpoznawania istoty rzeczy, związków przyczynowo-skutkowych, przewidywania i kojarzenia. Charakteryzuje się pychą, śmiałością, podejrzliwością, niskim lub nieistniejącym samokrytycyzmem, niezdolnością do zdziwienia, dążnością do ekspansji. 
Termin "głupota" używany jest w stosunku do osób o niższym, bądź niewystarczającym ilorazie inteligencji.
Termin ten nie jest używany obecnie w nauce, chociaż w XIX wieku próbowano tworzyć klasyfikację różnego rodzaju głupców i głupoty. Określenie kogoś mianem głupca jest pejoratywne.

## Rodzaje głupoty
Głupota teoretyczna to przekonanie o posiadaniu wiedzy, której w rzeczywistości się nie posiada.
Głupota praktyczna to nieumiejętność odpowiedniego postępowania i zachowania.
Głupota społeczna to brak samodzielnego myślenia i działania grup społecznych mogąca być przyczyną powstawania fanatyzmu i łatwości ulegania manipulacji.
Głupota kojarzona jest często z brakiem inteligencji kognitywnej.
Głupota salonowa – termin zaproponowany przez Hochego wobec osób określanych debilami, którzy na tyle opanowali trudną terminologię, że niektórzy mogliby ich uważać za osoby inteligentne. Określenie tego typu głupoty jako salonowej oznacza, że mogli oni "przebywać na salonach". 
W 1837 roku Michał Wiszniewski, późniejszy dziekan Wydziału Filozoficznego Uniwersytetu Jagiellońskiego wydał pracę pt. Charaktery rozumów ludzkich, w której przedstawił szeroką klasyfikację głupców w pierwszym rozdziale Głupstwo i rozmaite jego odcienie:

- Głupiuteński: Wszystkiemu wierzy z największą łatwością i równie łatwo, z dziwną obojętnością, na przeciwną wprost wiarę przechodzi.
- Gap: Najprostszej rzeczy domyślić się nie może, wszystko mu łopatą w głowę kłaść trzeba.
- Głupiec przesądny: Wierzy najmocniej w czary, zamawiania, uroki, sny, gusła i upiory.
- Głupiec sprzeciwiający się: W zakątkach i tajnikach głupstwa swojego ma gdzieś niewyczerpany zapas wątpliwości i zarzutów, z którymi za wszelką oczywistość się targa.
- Głupiec zapytujący: Nie z potrzeby, lecz z nałogu i roztargnienia ciągle się pyta, choć odpowiedzi nie słucha albo nie rozumie.
- Głupiec przeuczony: Styl ciemny, zagadkowe wyrażenia, wszystko, co nosi barwę tajemnicy, co pod zakrytościami się okazuje, czego zwłaszcza zrozumieć niepodobna, za głęboką u siebie poczytuje mądrość.
- Głupiec dowcipkujący: Głupiec zapowiada z góry, że ma rzecz osobliwszą i nader pocieszną do powiedzenia i zaraz sam tak serdecznie się śmieje, iż zacząć nie może.
- Głupiec płaczliwy: Dobrodusznych ludzi pochlebstwami ujmuje i za ich pomocą wichrzy w społeczeństwie i mąci, a zawsze dla siebie i dla zaspokojenia rozłożystej miłości własnej, której nic nasycić, nic ukoić nie zdoła.
- Głupiec polerowny: Dotkliwe przymówki, żart uszczypliwy lub naganę bierze za wyraz grzeczności, za który najuprzejmiej dziękuje, mając już raz na zawsze jedno z pięknych słówek uwite podziękowanie, do którego szykowny ukłon dodaje.
- Głupiec zarozumiały: Głupiec pyszny i zarozumiały, choć z nader ograniczonym i słabiutkim rozumem, choć istny drobnowidz, zwykle do najtrudniejszych zrywa się rzeczy i z najrozumniejszymi chodzi w zawody.
- Łgarz: Człowiek z przewrotnym rozumem kłamie dla oszukania i ułudzenia, głupiec łże, co się wlezie, jedynie dla przyjemności.
- Półgłówek: Nie mogąc sam nic pojąć ani wyrozumować, jest echem wiernie cudze powtarzającym słowa.
- Półgłupiec: Ciągle bredzi i od rzeczy prawi, lecz niespodzianie, wśród największych niedorzeczności, z czymś prawdziwie dowcipnym odezwie się, coś sam z siebie rozumnego powie; czasem trafniej o ludziach sądzi niż rozumni, choć się zdaje, że dla roztrzepania nic nie widzi i niczemu przypatrzyć się nie mógł.
- Głupiec przemądrzały: Nikt go nie rozumie i tym się cieszy, bo to najlepszy dowód jego wyższości.
- Człowiek dobroduszny, czyli prostoduszny: Zupełny brak przebiegłości, przezorności i dowcipu, obok wielkiej dobroci serca odróżnia go od rozsądnych.
- Prostaczek: Nie ma żadnego wyobrażenia przebiegów, wykrętów i przezorności i z tego do prostodusznego podobny; tylko że go dobrocią serca, czystością, nieskazitelnością, niepokalaniem duszy przewyższa.
- Człowiek ciemny: Człowiek ciemny bywa łatwowierny, uparty przy swoim zdaniu, skłonny do fanatyzmu; największej bredni uwierzy, jak prawdzie rozumem wywiedzionej, do której jakiś wstręt czuje.

## Głupota i głupiec w kulturze
- Niewiasta Głupota w biblijnej Księdze Przysłów (rozdz. 9 wersety 13-18)
- Latający cyrk Monty Pythona - w serialu często pojawia się postać wioskowego głupka, czasami jako przeciwstawienie miejskiego kretyna.
- Stupidity – film dokumentalny (reż. Albert Nerenberg, 2003), traktujący o zjawisku głupoty w społeczeństwie.
- Idiokracja - film fantastyczny o nieudanym eksperymencie, w wyniku którego główny bohater zostaje zahibernowany i budzi się w czasach, w których inteligencja populacji jest wyraźnie zdegenerowana.
- W opowiadaniach The Marching Morons i The Little Black Bag (polski tytuł: Czarna walizeczka) Cyryla M. Kornblutha autor roztacza wizję społeczeństwa przyszłości, które jest podzielone na bardzo nieliczną grupę geniuszy oraz zdecydowaną większość idiotów.
- The Basic Laws of Human Stupidity - to książeczka włoskiego historyka Carla Cipolli.

## Głupota w pracach Matthijsa Van Boxsela
Matthijs Van Boxsel od lat zajmuje się problematyką głupoty w kulturze. Zdaniem Matthijsa Van Boxsela nikt nie jest dostatecznie inteligentny by pojąć własną głupotę. Głupota stanowi warunek konieczny poznania, błędy są motorem postępu, klęska to początek sukcesu. Głupota przejawia się we wszystkich dziedzinach życia, w każdej epoce i o każdej dobie; głupota jest fundamentem naszej cywilizacji.
Od sztuki ogrodowej po barokowe plafony, od filmów animowanych po łuki triumfalne, od Cyklopa po Midasa, od poetyki bajek po filozoficzne podstawy teorii państwa - kultura i jej przemiany to tylko dzieje nieudanych prób uporania się z głupotą - podkładem ludzkich poczynań.

## Wybrane publikacje na temat głupoty
- Erazm z Rotterdamu, Pochwała głupoty, wyd I: Wyd. Ossolineum 1953, wyd II: Wyd. Deagostini & Altaya 2001, s. 232 (oryg. wyd. 1509)
- Matthijs Van Boxsel, Encyklopedia głupoty, Warszawa 2004, Wyd. W.A.B., ISBN 83-7414-033-X (De Encyclopedie van den Domheid 1999)
- Francis Wheen, Jak brednie podbiły świat, Warszawa 2004, Wyd. Muza, ISBN 83-7319-926-8, (How Mumbo-Jumbo Conquered the World. A Short History of Modern Delusions 2004)
- Jacek Dobrowolski, Filozofia głupoty. Historia i aktualność sensu tego, co irracjonalne, Warszawa 2007, Wyd. Naukowe PWN, ISBN 978-83-01-15198-0
- Mądrość i głupota. Sandomierz: Wydaw. Diecezjalne, 1998. ISBN 83-86862-88-2. Brak numerów stron w książce